# Pierre de Manchicourt
Pierre de Manchicourt (Béthune, Pas-de-Calais, 1510 – Madrid, Espanya, 5 d'octubre de 1564) fou un compositor francès del Renaixement.
Era canonge dArràs i mestre d'infants de cor de la catedral de Tournay, en la que desenvolupà posteriorment el càrrec de mestre de capella fins a l'any 1557. Després passà a Madrid per a exercir el mateix càrrec en la Capella Reial.
Entre les seves obres hi figuren:
- Liber decimus quartus XIX musicas cantiones continent (París, 1539);
- Le neuflesme livre de chansons (Anvers, 1545);
- Liber quintus cantionum sacrarum (Lovaina, 1558), diverses misses, entre elles la titulada: Quo abiit dilectus tuus, a quatre veus (París, 1568), etc,. algunes de les seves produccions figuren en diferents col·leccions d'obres musicals.